# Andy Hinchcliffe
Andrew "Andy" George Hinchcliffe (Mánchester, Inglaterra, 5 de febrero de 1969) es un ex-futbolista inglés, se desempeñaba como defensa y actualmente ejerce de comentarista en la cadena británica Sky Sports.

## Clubes
| Club                | País       | Año         | Partidos | Goles |
| Manchester City     | Inglaterra | 1986 - 1990 | 112      | 8     |
| Everton FC          | Inglaterra | 1990 - 1998 | 182      | 7     |
| Sheffield Wednesday | Inglaterra | 1998 - 2002 | 86       | 7     |

## Palmarés
Everton FC
- FA Cup: 1995
- FA Charity Shield: 1995

- Datos: Q2849129